# Michail Schelew
Michail Schelew (bulgarisch Михаил Желев; wiss. Transliteration (ISO): Mihail Želev; * 15. Juli 1943 in Sliwen; † 5. Januar 2021 ebenda) war ein bulgarischer Leichtathlet. Der 1,75 m große und in seiner Wettkampfzeit 63 kg schwere Schelew wurde 1969 Europameister im 3000-Meter-Hindernislauf.
Schelew trat international erstmals bei den Europameisterschaften 1966 in Budapest an, schied dort aber im Vorlauf aus. Bei den Olympischen Spielen 1968 in Mexiko-Stadt erreichte er das Finale. Hinter dem Russen Alexander Morosow auf Platz 5 wurde Schelew als zweitbester Europäer Sechster in 8:58,41 Minuten. Ein Jahr später bei den Europameisterschaften 1969 in Athen gelang ihm der schnellste Lauf seiner Karriere. In 8:25,0 Minuten gewann er den Titel mit 0,6 Sekunden Vorsprung auf Morosow. 1971 in Helsinki konnte er seinen Titel nicht verteidigen, sondern schied im Vorlauf aus. Bei den Olympischen Spielen 1972 in München erreichte er noch einmal das Finale, wurde dort aber abgeschlagen Zwölfter und Letzter.
Schelew wurde 1966, 1968–1970 sowie 1974 bulgarischer Meister im Hindernislauf. 1968 gewann er den Titel über 10.000 Meter, 1969 und 1970 wurde er 5000-Meter-Meister. Von 1967 bis 1971 gewann er fünfmal in Folge die Balkanspiele im Hindernislauf, 1967 siegte er hier auch im 10.000-Meter-Lauf, 1969 gelang ihm ein Sieg über 5000 Meter.